# Cantonul Concarneau
Cantonul Concarneau este un canton din arondismentul Quimper, departamentul Finistère, regiunea Bretania, Franța.

## Comune
- Concarneau (reședință)
- Trégunc